# Normalspur

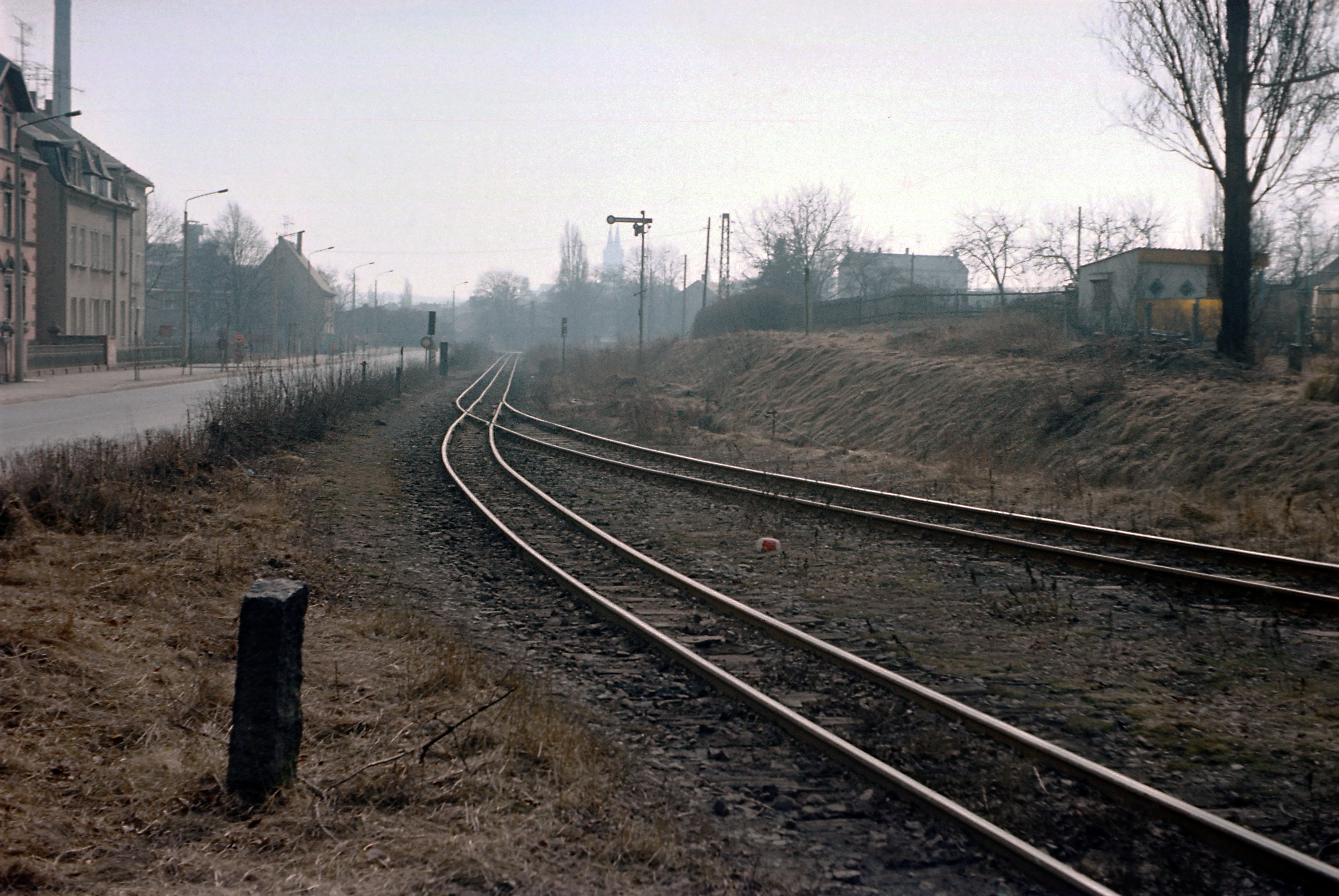
An dieser Verzweigung einer gemeinsamen Normalspurstrecke und einer Schmalspurbahn mit 750-mm-Gleis in Oschatz zeigt sich deutlich der Systemunterschied im Bereich des Dreischienengleises

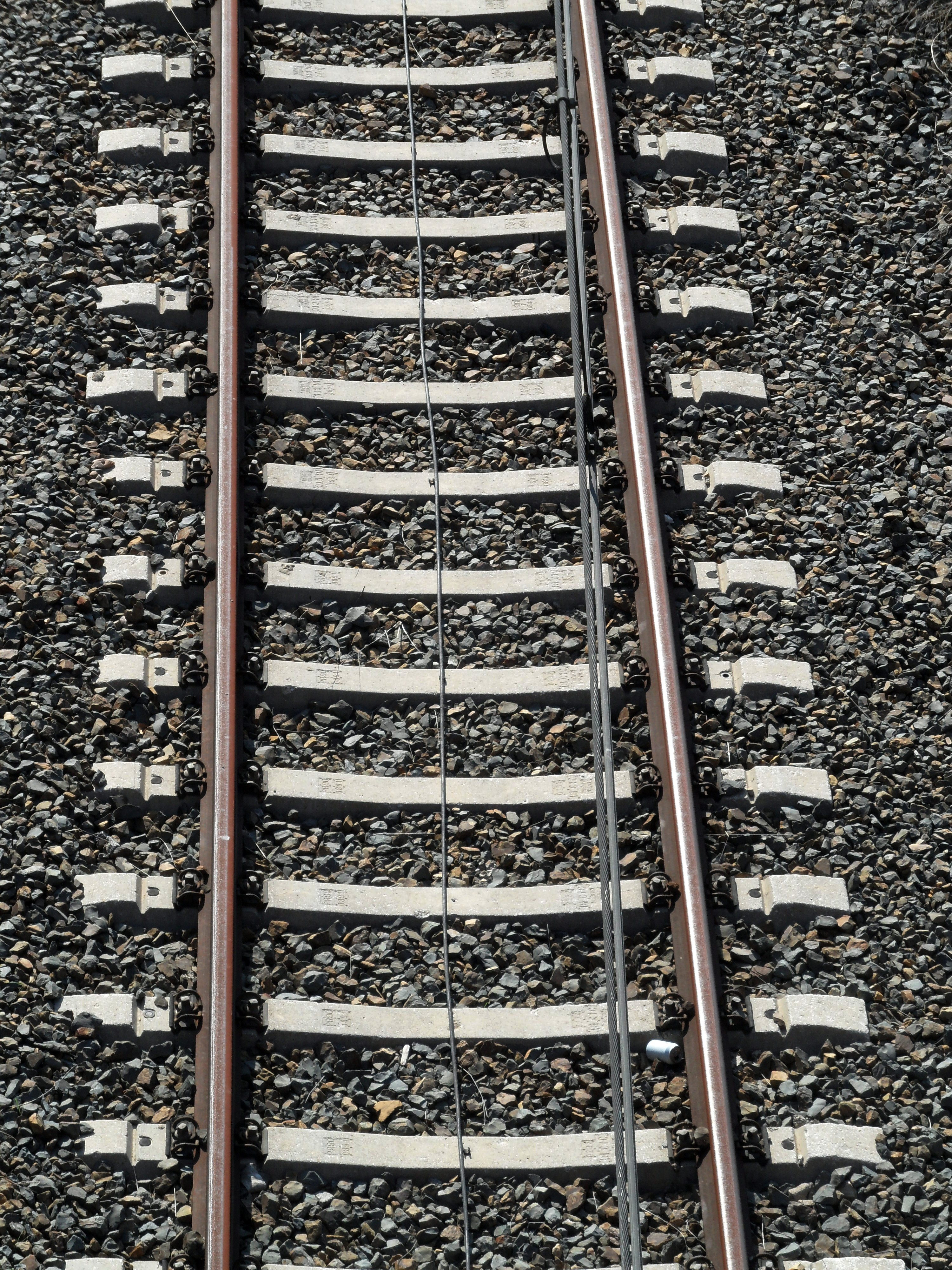
Gleis in Normalspur auf umspurbaren Schwellen, die auch für die Iberische Breitspur (1668 mm) genutzt werden können

Die Normalspur, auch Regelspur bzw. veraltet Vollspur, ist eine Spurweite mit einem Nennmaß von 1435 Millimetern (4 Fuß 8½ Zoll / 4′ 8½″) zwischen den Innenkanten der Schienenköpfe bei Eisenbahnen. In der Anfangszeit des Eisenbahnverkehrs wurde diese Spurweite auch als Stephenson-Spur bezeichnet – der Wissenschaftler Karl Thiess nannte sie aufgrund ihrer schon damals weiten Verbreitung bereits 1913 Weltspur. Kleinere Spurweiten werden üblicherweise als Schmalspur, größere als Breitspur bezeichnet.
Die Normalspur ist in Europa, Nordafrika und dem Nahen Osten sowie in Nordamerika und der Volksrepublik China die Standardspurweite. Außerdem findet man diese Spurweite (neben weiteren Spurweiten) in Australien, bei japanischen Hochgeschwindigkeitsstrecken und in Teilen Südamerikas: im Nordosten von Argentinien (Ferrocarril General Urquiza), sowie in Uruguay, Paraguay und Peru. In Ostafrika werden Strecken in Normalspur neu gebaut.
Neben der Normalspur sind insbesondere die schmalere Kapspur und die breitere Russische Spur weltweit bedeutend.

## Geschichte
Als 1822 der Bau der ersten öffentlichen Eisenbahn der Welt von Stockton nach Darlington begann, wurden deren Gleise mit der Spurweite von 4 Fuß 8½ Zoll (1435 mm) ausgelegt. In der Folge wurde von vielen Ländern diese Spurweite als nationale Regelspurweite übernommen, was zur Bezeichnung Normalspur geführt hat.
Der Ursprung der Normalspur von 4 Fuß 8½ Zoll (1435 mm) ist nicht völlig klar. Die erste mit einer ähnlichen Spurweite ausgeführte Bahn war die den Plymouth Iron Works in Merthyr Tydfil gehörige, 1800 eröffnete Strecke Merthyr-Tydfil-Aberdeen-Junction. Die hier angewandten gusseisernen Winkelschienen, deren senkrechte, aufwärtsstehende und nach der Gleismitte zu liegende Schenkel als Spurränder dienten, hatten ein Lichtmaß von 1294 mm (1,5 mm weniger als 41⁄4 Fuß) und ein Außenmaß von 5 Fuß (1524 mm), passten demnach für die damaligen englischen Straßenfuhrwerke, deren Räder 4½ Fuß (4 Fuß 6 Zoll – 1372 mm) lichten Abstand besaßen. Gibt man solchen Rädern unter Belassung des lichten Abstandes Spurkränze von einem Zoll Stärke und nach jeder Seite ein Spiel von ¼ Zoll, so ergibt sich eine Spurweite von 4 Fuß 8½ Zoll. George Stephenson hat die 1825 eröffnete Stockton and Darlington Railway mit dieser Spurweite ausgeführt.
Einer anderen Deutung zufolge hatte Stephenson die Gleise von Stockton nach Darlington zunächst mit der Spurweite von 4 Fuß 8 Zoll (1422 mm) ausgelegt. Dieses Maß entstand daraus, dass es bereits bei den „Tramroad“-Schienenwegen der Kohleminen der englischen Grafschaft Durham sehr verbreitet war, und damit die Gleise der neuen Eisenbahn auch die Benutzung durch die bereits existierenden Fuhrwerke zuließen. Bei der 1830 eröffneten Eisenbahn von Liverpool nach Manchester wurde von Stephenson zur Verbesserung der Laufeigenschaften eine um ½ Zoll weitere Spurweite, also die heutige Normalspur von 4 Fuß, 8½ Zoll (1435 mm), vorgesehen. Auf diesem Weg vergrößerte Stephenson das Spurspiel, ohne das Spurmaß an den Fahrzeugen ändern zu müssen. Später wurde auch die Eisenbahn von Stockton nach Darlington auf diese Spurweite umgebaut.
Anzumerken ist hierzu, dass Stephenson ab 1812 Maschinenmeister („enginewright“) bei der im County Durham gelegenen Kohlenmine Killingworth war, deren Grubenbahngleise ebendiese Spurweite von 42⁄3 Fuß (4 Fuß 8 Zoll) hatten.

### Verbreitung
2013 wurde bei archäologischen Arbeiten am Fluss Tyne in England eine „Tramroad“ mit noch erhaltenen Holzschienen ausgegraben, die bereits in Normalspur ausgeführt wurden und schon Ende des 18. Jahrhunderts errichtet wurden. Diese Bahn gilt nun als die älteste nachgewiesene Bahnstrecke in Normalspur.

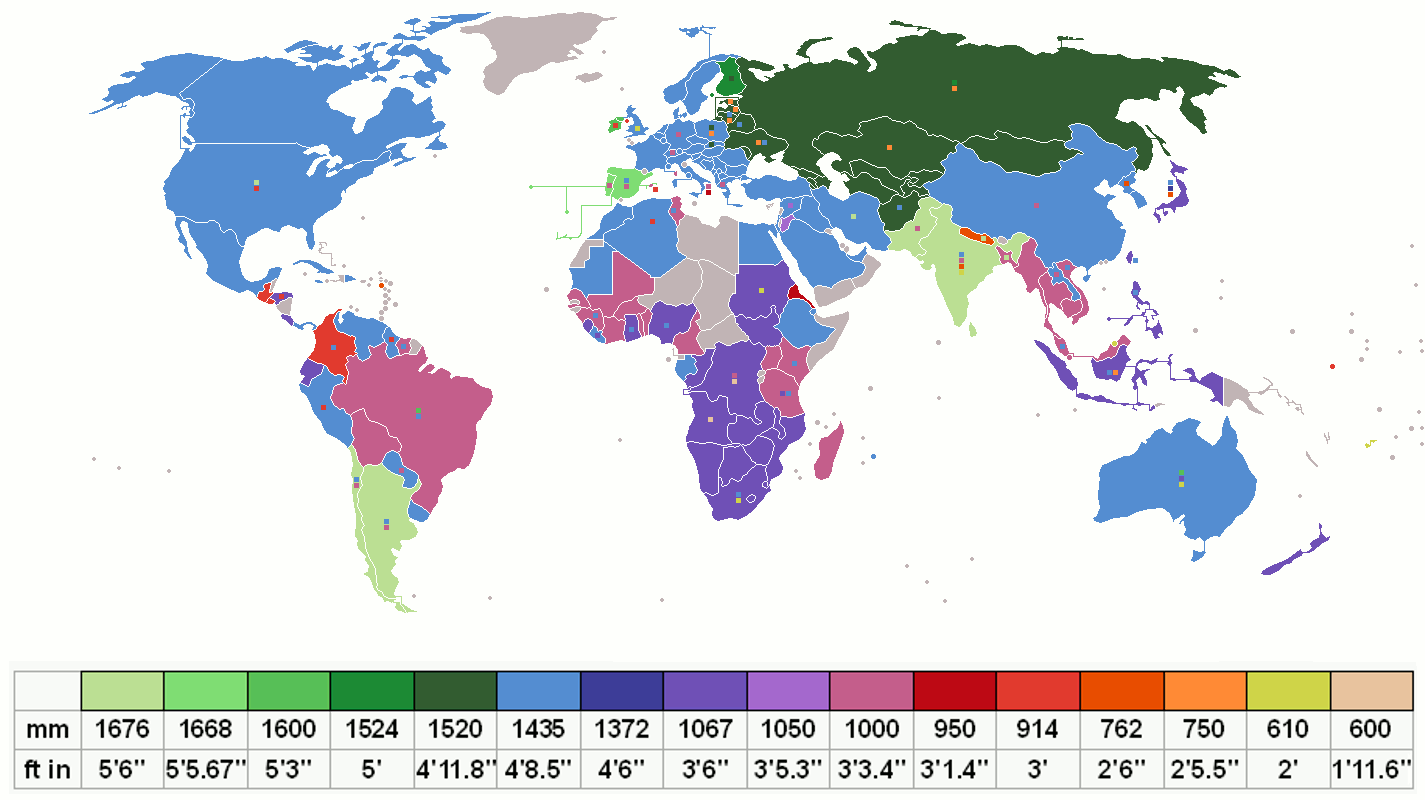
Spurweiten weltweit; Normalspur

1846 wurde die Spurweite von 4 Fuß 8½ Zoll (1435 mm) für Großbritannien als Standard-Spurweite gesetzlich vorgeschrieben. Zusammen mit der Technik der Lokomotiv-Eisenbahn wurde auch die Spurweite von Großbritannien aus in viele Teile der Welt exportiert.
In den USA wurde im „Pacific Railroad Act“ von 1863 die Normalspur als Spurweite für die erste transkontinentale Eisenbahn festgelegt. 1886 wurden die Eisenbahnstrecken der Südstaaten, wo bis dahin 5 Fuß (1524 mm) Breitspur vorherrschend war, in einer der größten Umspuraktionen der Eisenbahngeschichte auf 43⁄4 Fuß (4 Fuß 9 Zoll = 1448 mm) und somit annähernd Normalspur umgebaut. Der Grund für die Abweichung war, dass sich zuvor die Pennsylvania Railroad als größte und bedeutsamste Eisenbahngesellschaft auf diese Spurweite festgelegt hatte. Erst im darauffolgenden Jahrzehnt wurde die Spurweite nach und nach auf allen Strecken auch noch um das letzte halbe Zoll verkleinert, sodass auch in den Südstaaten die Normalspur vorherrschend war.
1886 wurde in Bern von Vertretern aus Deutschland, Frankreich, der Schweiz, Italien, Österreich und Ungarn die Technische Einheit im Eisenbahnwesen ausgearbeitet. Dabei wurden die bereits vorherrschende Spurweite von 1435 mm sowie Spurweiten, Toleranzen und viele weitere Details für den internationalen Verkehr festgelegt. Weltweit sind heute ca. 60 % aller Eisenbahnstrecken normalspurig.

## Trivia
Eine populäre moderne Sage sieht den Grund für dieses ungerade Spurweitenmaß in der angeblich zwei Pferdehinterteile umfassenden Fahrstreifen-Breite der Straßen des Römischen Reiches, die bis nach England reichten. Im Wesentlichen wird dabei der Ursprung des Spurmaßes englischer Bergwerkgleise auf die Breite römischer Straßen zurückgeführt.